# Parque Nacional Kouchibouguac
  
O Parque Nacional Kouchibouguac  está localizado na costa leste da província de New Brunswick, Canadá, ao norte da cidade de Richibucto. O parque foi fundado em 1969, tem uma área de 238 km² e é um habitat para aves marítimas. As atividades de recreação no parque incluem natação, ciclismo e caminhadas.